# Calumma gallus
Calumma gallus is een hagedis uit de familie kameleons (Chamaeleonidae).

## Naam en indeling
De wetenschappelijke naam van de soort werd voor het eerst voorgesteld door Albert Günther in 1877. Oorspronkelijk werd de wetenschappelijke naam Chamaeleon gallus gebruikt.
De soortaanduiding gallus is afgeleid van het Latijnse woord voor 'haan'.

## Verspreiding en habitat
Calumma gallus endemisch is in de laaglandbossen in het oosten van Madagaskar.
De habitat bestaat uit vochtige tropische en subtropische bossen in relatief laaggelegen gebieden. De soort is aangetroffen van zeeniveau tot op een hoogte van ongeveer 600 meter boven zeeniveau.

## Beschermingsstatus
Doordat zijn leefgebied relatief klein is en in kwaliteit achteruitgaat, staat Calumma gallus als 'bedreigd' (EN of Endangered) op de Rode Lijst van de IUCN.

## Afbeeldingen

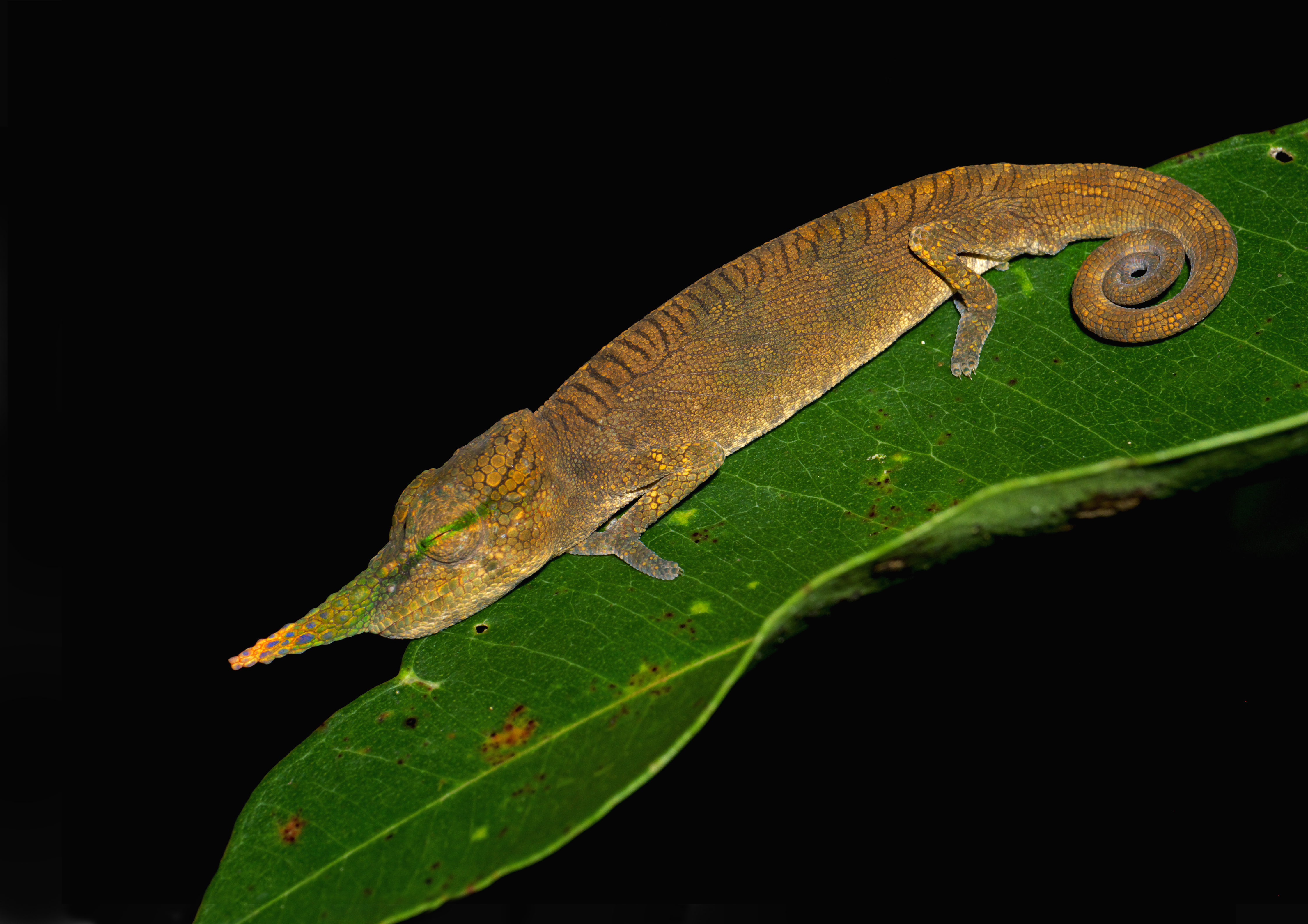
Mannetje in het Vohimanareservaat
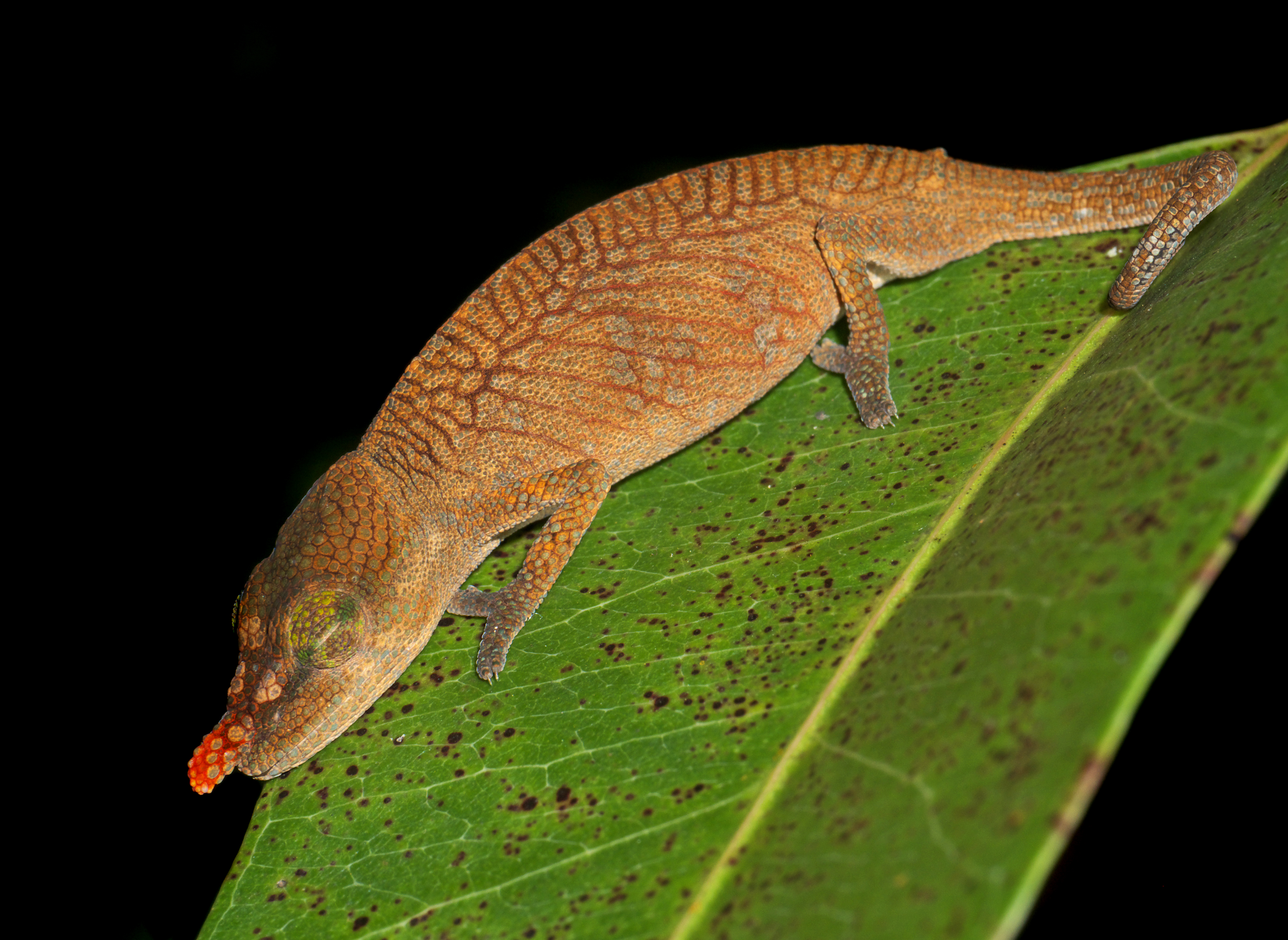
Vrouwtje in het Vohimanareservaat
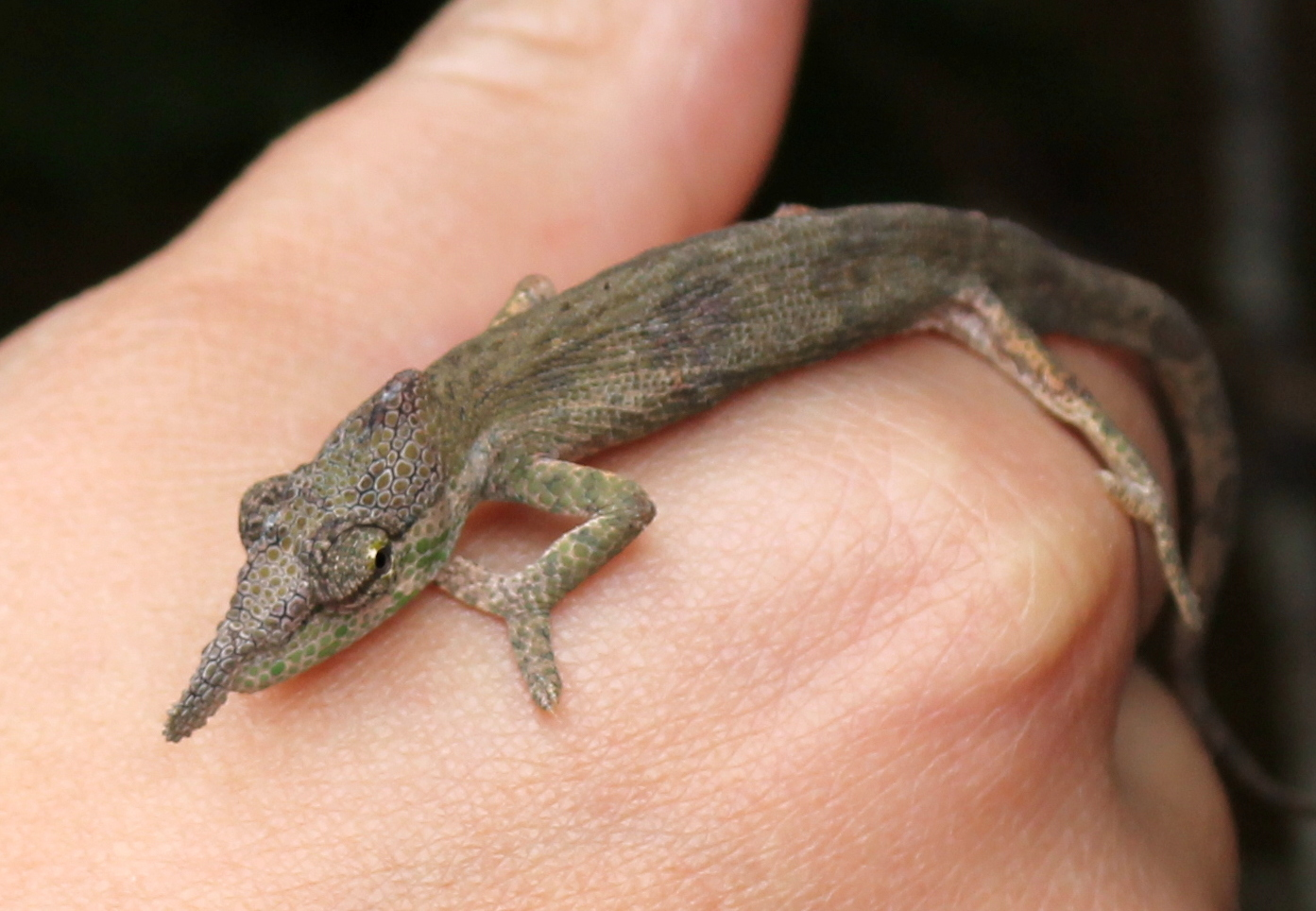
Juveniel in het Peyrieras Reptile Reserve